# Анцилово езеро
Анциловото езеро е име, дадено от геолозите на ледниковото езеро от сладка вода, което заменя Йодиево море, след като бива откъснато от приема на сол през централна Швеция (от източния край на канала, в близост до съвременния град Стокхолм), поради вдигане на Южните скандинавски форми на релефа, които го изолират. Датира от преди около 9500 – 8000 година преди новата ера и калибрира в рамките само на Бореалния период. Езерото се превръща в Литориново море, когато издигащите се океански нива преминават през Великия пояс.
Езерото е кръстено от Жерар дьо Гир поради съдържанието на „Ancylus fluviatilis“, в неговите утайки.

## Описание
Издигането на южната част на Швеция не блокира изцяло потока през централна Швеция. Изкачване продължава от езерото през реките Гота и Свеа, които изтичат от Венерн до Категат. Солената вода не влиза в езерото (като то остава сладководно), тъй като в езерото се издига над морското равнище. Периодът, когато потокът на солена вода със сигурност спира да достига до новообразуваното езеро, е около 8000 години преди новата ера, когато близкото езеро Ветерн (част от водната система) се отделя от езерото Анцилос. 
Резултатът от увеличаването на нивата на езерото са пресичането на Анцилос, и потоп край бреговете на Анциловото езеро в период около 9500 – 9200 преди новата ера. По това време разширеният Ботнически залив и части от Норвегия са били свободни от лед, докато региона на Рованиеми от Финландия се появил не по-късно от 9000 BP, въпреки новите наводнения.
Ускореното топене и издигане на земните повърхности, с различни темпове на различни места, довеждат до известна нестабилност. През 9200 година преди новата ера езерото се издига над нивото на Дарс и издълбава нов канал в близост до това, което сега е „Великият пояс“ (канал между датските острови Зеландия и Фумен), който някои геолози наричат река Дана. За известно време, Сконе или южна Швеция отново е остров, от около 9200 до не по-късно от 8000 преди новата ера. Нивото на езерото започна да пада.

## Северна Скандинавия
През 9000 година преди новата ера северният канал престава да функционира и се присъединява към Сконе или Швеция, а не към Дания, но само един провлак свързва Сконе с новите северни земи. Ако Сконе се е бил превърнал в географски остров, то трябва да е било по-късно от фазата на езерото Антикул. По това време мезолитските култури се преселват в освободената земя около бреговете на Ботническия залив. Те ловуват по бреговете тюлени и следват елените в новите им диапазони.
В Лапландия, мезолитни рибари, ловци и вероятно пастири, открили борова гора с открити пространства като тундра. Други растителни видове са бреза, трепетлика, елша, върба, черен емпетрум, трева и острица. Голяма част от новата финландска земя е покрита с кал. Морейските хребети около езерото образуват обширна островна система. Бреговете около езерото са каменисти.